# 酒楼 (広東式)

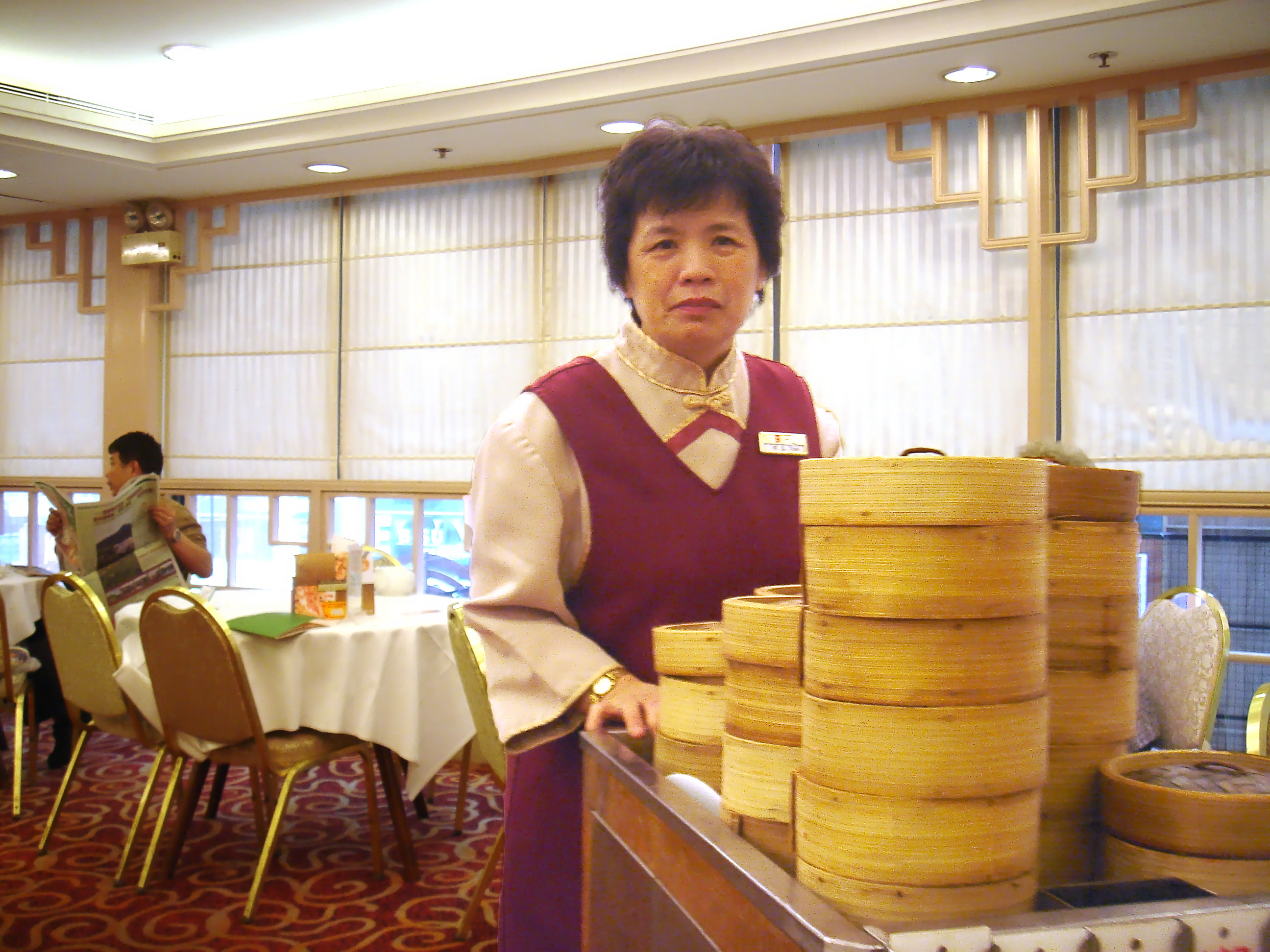
香港の酒楼の一つ「點心阿嬸」

酒楼（しゅろう）または酒家（しゅか）或いは茶楼（ちゃろう）は一種の広東式レストランで、広州に起源する。現在では広東と香港でおもに見られる。近年はおもに点心を提供し、ランチ、ディナーでは炒めた麺類、炒飯、「小菜」、「焼味」などの中華料理を提供する。

## 歴史
前身は「茶楼」（茶屋）及び「酒楼」であり、清朝以前にすでに存在していた。茶楼はおもに点心を食べることと茶を飲むためのもので、決して他の種類の料理の供給はなかった。一方、昔の酒楼は酒席の方面に料理を提供することもできた。20世紀の初めから、酒楼は茶楼の業務を兼営し始め、たんに点心を提供する茶楼は次第に淘汰されていった。

## 酒楼文化
現在の酒楼は点心は一部として客を招き寄せる。香港では、酒楼は通常いずれも「海鮮酒家」と名乗り、酒楼の名称の一部は「火鍋」あるいは「焼鵝」とすることもあり、それらの茶式の看板としている。
以前点心は朝食とアフタヌーンティーで提供されるだけだったが、現在は通常ランチにも点心の提供がある。1990年代中期に、香港では夜に茶を飲む「飲夜茶」の気風が現れ始め、ディナーの続きとして一部では深夜に点心を提供することがある。
ディナーでは通常「小菜」を提供する。いくつかの酒楼では結婚披露宴、満月酒、新年会、年越しなど各種の宴会を行うこともできる。近年香港の酒楼は、宴会業務の競争力を高め、ホテルからの脅しを受け、少なからずの人はホテルで結婚披露宴を行うが、ホテルの料金は比較的少し割高になることがあり、サービスは同質である。